# Gheorghe Danielov
Gheorghe Danielov (ur. 20 kwietnia 1948 w Jurilovcy, zm. 2 sierpnia 2017 w Bukareszcie) – rumuński kajakarz, kanadyjkarz. Srebrny medalista olimpijski z Montrealu.
Zawody w 1976 były jego jedynymi igrzyskami olimpijskimi. Był drugi na dystansie 1000 metrów w dwójce. Partnerował mu Gheorghe Simionov. Zdobył pięć medali mistrzostw świata (wspólnie z Simionovem): złoto w 1971 na dystansie 500 metrów i w 1975 na 1000 metrów oraz srebro na dystansie 500 metrów w 1973 i 1974 oraz na 1000 metrów w 1975.